# Алекс (Изгубени)
Александра „Алекс“ Лайнъс (на английски: Alexandra 'Alex' Linus) (родена Русо (на английски: Roussseau)) е героиня от сериала на телевизия ABC „Изгубени“, изпълнявана от Таня Реймънд. Тя е родена 16 години преди Полет 815 да катастрофира, но е отнета от майка ѝ Даниел Русо (Мира Фърлан) от Другите. Алекс е отгледана от тях и вярва, че майка ѝ е мъртва. Тя помага на оцелелите от Полет 815 на Океаник много пъти, и се събира с майка си в края на третия сезон. Не след дълго обаче тя е застреляна и убита от Кийми (Кевин Дюранд), след като доведеният ѝ баща Бен (Майкъл Емерсън), не се подчинява на заповедите му. Сцената с нейната смърт е приета позитивно от критиците, което ѝ гарантира място в няколко „топ моменти от сезона“. В българския дублаж Алекс се озвучава от Милена Живкова.